# Spathicopis flavocephala
Spathicopis flavocephala är en stekelart som beskrevs av Van Achterberg 1977. Spathicopis flavocephala ingår i släktet Spathicopis och familjen bracksteklar. Inga underarter finns listade i Catalogue of Life.